# Одонтология
Одонтоло́гия (от др.-греч. ὀδούς, ὀδόντος — «зуб» + λόγος — «учение, наука») — наука, изучающая строение, вариации и эволюцию зубочелюстной системы. Одонтология рассматривает вопросы, связанные с анатомией, физиологией, патологией и профилактикой заболеваний органов жевания и полости рта, рассматривая их в связи с общим состоянием организма человека и социальными условиями его существования. 
Терапевтическая одонтология — устаревший синоним стоматологии, рассматривает вопросы лечения и профилактики зубных болезней. 
Антропологическая одонтология — направление антропологии, изучающее эволюционную, расовую и этническую изменчивость строения зубной системы человека и его предшественников.

## Одонтологические признаки
Признаки, изучаемые одонтологией — это все биологические свойства зубной системы, которые могут быть выявлены при помощи одонтологических методов. Они делятся на две основные группы — измерительные признаки (или одонтометрические), то есть те, которые могут быть измерены по ряду стандартных характеристик (длине, высоте и т. п.), а также описательные (или одонтоскопические) — отдельные вариации и аномалии строения и рельефа зубов и их отдельных частей. Отдельно А. А. Зубовым выделено направление одонтологии, изучающее структуру бугорковых узоров на головках зубов — одонтоглифика.